# لژنو
لژنو (به لاتین: Leźno) یک روستا در لهستان است که در گمینا ژوکووو واقع شده‌است. لژنو ۱٬۳۵۴ نفر جمعیت دارد.